# 達尼什曼德王朝
達尼什曼德王朝（波斯語：‎）是一個於1071/1075年至1178年間統治安納托利亞東北部的安纳托利亚侯国政權。
王朝的勢力範圍主要位於錫瓦斯、托卡特和尼克薩爾一帶，全盛時期的疆域一度往西擴張至安卡拉與卡斯塔莫努，並向南延伸到馬拉蒂亞等地區，當時的塞爾柱王朝旁支魯姆蘇丹國據有達尼什曼德王朝周圍的大部分土地，是達尼什曼德王朝於安納托利亞地區的主要競爭對手，除此之外，兩國皆為十字軍東征時期對抗十字軍的伊斯蘭武裝力量之一。
該王朝是由達尼什曼德加齊所建立，有關王朝創始者生平的紀錄極為稀少，且大多是於達尼什曼德加齊逝世許久後才寫下的歷史文獻。他的頭銜或名字達尼什曼德在波斯語中意為「智者」或「追尋知識之人」。

## 起源
達尼什曼德王朝一般認為是由土庫曼人達尼什曼德加齊所創立。但是，相關記載達尼什曼德加齊身分的歷史文獻籠罩著「傳奇的色彩」。依據羅伯特·歐文的說法，認為達尼什曼德加齊是「一名土庫曼人埃米爾，有關他的來歷背景充滿了謎團」。舉例來說，根據拜占庭政府官員暨歷史學家尼基塔斯·霍尼亚提斯的觀點，主張達尼什曼德加齊擁有阿薩息斯的血統。而依照埃德薩的馬修和基拉科斯·瓦坦（Kirakos Vartan）兩人的說法，達尼什曼德加齊則被認為是亚美尼亚人，正如塔赫辛·亞澤奇的解釋，「兩人的論述與尼基塔斯看法的相異」。亞澤奇更進一步補充，其他歷史學家們對達尼什曼德加齊的出身也有不同的論點。一些學者主張他是塞尔柱帝国蘇丹马立克沙一世的侄子，聲稱達尼什曼德加齊是奉馬立克沙一世的命令前去征服卡帕多细亚 ，或另以為達尼什曼德加齊是魯姆蘇丹國創立者蘇萊曼沙阿一世的舅舅。除此之外，部分歷史學家亦認為他是參與1071年曼齐刻尔特战役的塞爾柱指揮官之一。但亞澤奇對此表示反對：「歷史學者奧斯曼·圖蘭所提出達尼什曼德加齊是塞爾柱派往加兹尼王朝宮廷的使者之主張，是對阿布·法德爾·貝伊哈基著作貝伊哈基的歷史中部分章節的誤解，為全然錯誤的說法」。而學者羅伯特·格雷戈里·貝德羅斯（Robert Gregory Bedrosian）則引用蘇倫·耶雷米安與哈利勒·伊南赤（Halil Yinanç）的論述，同樣主張達尼什曼德加齊是亞美尼亞裔的穆斯林。另外，在成書於14世紀的《達尼什曼德記》（Danishmendnâme）中，則將達尼什曼德加齊描述成猶如浪漫小說中的主角，書中以民間口述的達尼什曼德加齊事蹟為寫作基礎，將他神化成史詩英雄般的人物，據《達尼什曼德記》書中所稱，達尼什曼德加齊出生於馬拉蒂亞。

## 王朝歷史
1134年，阿拔斯王朝的哈里发穆斯塔爾希德正式授予達尼什曼德王朝領袖「馬利克」的稱號，以表彰王朝在軍事成就上的功績，不過於1134年前統治達尼什曼德王朝的歷代贝伊（埃米爾）們也常被追尊以馬利克的頭銜來稱呼。達尼什曼德加齊本人也被別稱為達尼什曼德·塔伊魯（Danishmend Taylu）。
於1071年的曼齐刻尔特战役結束後，達尼什曼德加齊開始在安納托利亞建立起自己的勢力範圍，在此期間，塞爾柱人陸續佔領原屬拜占庭帝国安納托利亞大部分的土地。1086年魯姆蘇丹國的蘇丹蘇萊曼沙阿一世去世後，達尼什曼德加齊的兒子古姆什提根加齊趁著塞爾柱王室陷入內部爭鬥的機會，於安納托利亞的東北部正式立國，王朝最初的首都可能設在阿馬西亞 。
古姆什提根加齊於1100年俘虜了安條克親王博希蒙德一世，並將他一直囚禁到1103年收到贖金後為止。此外塞爾柱人與達尼什曼德王朝的聯盟，亦成功擊敗1101年十字軍東征東征的軍隊。
1116年，在達尼什曼德王朝的幫助下梅蘇德一世擊敗兄長馬立克沙成為魯姆蘇丹國的蘇丹。
安條克公國的博希蒙德二世於1130年率軍入侵奇里乞亚亚美尼亚王国的領土，在亞美尼亞人向古姆什提根加齊的後繼者埃米爾加齊請求幫助後，埃米爾加齊率領軍隊於戰役中殺死了博希蒙德二世。1134年埃米爾加齊去世，他的兒子馬利克·穆罕默德加齊嗣位，惟馬利克·穆罕默德加齊並未擁有父祖輩勇武的軍事才能，王朝開始趨向衰落。儘管馬利克·穆罕默德加齊在位的時期相對較短，但他仍被認為是將開塞利打造成突厥化都市的首位建造者。
當馬利克·穆罕默德加齊在1142年逝世後，達尼什曼德王朝領土被他的兩個兄弟亞厄巴桑與艾因·德夫勒（Ayn el-Devle）瓜分，亞吉巴桑以馬利克為頭銜並將錫瓦斯設為首都；而艾因·德夫勒則稱號為埃米爾，另以馬拉蒂亞為統治中心。
1155年，魯姆蘇丹基利傑阿爾斯蘭二世率軍攻擊亞厄巴桑的領地，亞厄巴桑隨即向當時統治摩苏尔地區，赞吉王朝的埃米爾努爾丁求援。但當努爾丁於1174年去世後，錫瓦斯政權很快便被魯姆蘇丹國併吞。
馬拉蒂亞政權的統治者法赫雷丁（Fahreddin）在1172年的一場騎馬事故中意外去世後，他的兄弟阿弗里敦（Afridun）繼承了他的位子。到了1175年，納斯雷丁·穆罕默德（Nasreddin Muhammed）重新掌權，馬拉蒂亞政權成為塞爾柱人的附庸。1178年，馬拉蒂亞被魯姆蘇丹國佔領，結束了達尼什曼德王朝在安納托利亞的統治歷史。

## 文化與傳說
王朝的創始者達尼什曼德加齊是浪漫史詩《達尼什曼德記》中的主角，在書中他的事蹟與8世紀時期阿拉伯戰士巴塔爾加齊的功績被錯誤地混雜在一起，成為半神話的英雄人物。
幾乎所有達尼什曼德王朝的統治者都成為傳統土耳其民間文學裡所歌詠的人物，在故事中他們被統稱為「馬利克加齊」。也因此在尼克薩爾、比尼揚、克爾謝希爾和其他安納托利亞等地，都有馬利克加齊陵墓的存在，儘管各地的陵墓名稱皆相同，但它們實際上是分別屬於不同達尼什曼德王朝統治者的墓地。除此之外，馬利克加齊也是今日開塞利市內其中一行政區劃的名稱。
達尼什曼德王朝統治者的的正式頭銜全稱為「全魯姆與全東方的偉大馬利克」，稱號以希腊语銘刻在王朝發行的錢幣上，彰顯出拜占庭帝国文化對達尼什曼德王朝深遠的影響。達尼什曼德王朝鑄造的硬幣除了刻有兩種語言之外，其中還包括一位正在殺死巨龍的人物，據信錢幣上的屠龍者即是圣乔治 。

## 統治者列表
| 達尼什曼德王朝                  | 在位期間      | 其他                    |
| 達尼什曼德加齊                  | 1075年–1084年 | 亦稱達尼什曼德·塔伊魯   |
| 古姆什提根加齊                  | 1084年–1104年 | 達尼什曼德加齊之子      |
| 埃米爾加齊                      | 1104年–1134年 |                         |
| 馬利克·穆罕默德加齊             | 1134年–1142年 |                         |
| 錫瓦斯政權                      | 1142年–1175年 | 後被魯姆蘇丹國併吞      |
| 馬利克·尊農（第一次統治）       | 1142年–1143年 | 馬利克·穆罕默德加齊之子 |
| 亞厄巴桑                        | 1143年–1164年 | 埃米爾加齊之子          |
| 馬利克·穆卡希德加齊             | 1164年–1166年 |                         |
| 馬利克·易卜拉欣                 | 1166年–1166年 |                         |
| 馬利克·伊斯瑪儀                 | 1166年–1172年 | 死於宮廷政變            |
| 馬利克·尊農（第二次統治）       | 1172年–1174年 |                         |
| 馬拉蒂亞政權                    | 1142年–1178年 | 後被魯姆蘇丹國併吞      |
| 艾因·德夫勒                     | 1142年–1152年 |                         |
| 左勒蓋爾奈英                    | 1152年–1162年 |                         |
| 納斯雷丁·穆罕默德（第一次統治） | 1162年–1170年 |                         |
| 法赫雷丁                        | 1170年–1172年 |                         |
| 阿弗里敦                        | 1172年–1175年 |                         |
| 納斯雷丁·穆罕默德（第二次統治） | 1175年–1178年 |                         |